# Giro de Italia Femenino 2023
La 34.ª edición del Giro de Italia Femenino fue una carrera de ciclismo en ruta por etapas que se celebró entre el 30 de junio y el 9 de julio de 2023 con inicio en la ciudad de Cagliari y final en la ciudad de Padova en Italia. El recorrido constó de un total de 9 etapas sobre una distancia total de 968 km, aunque la etapa 1 fue suspendida por inclemencias meteorológicas.
La carrera hizo parte del UCI WorldTour Femenino 2023 dentro de la categoría 2.WWT y fue ganada por la neerlandesa Annemiek van Vleuten del Movistar Women. El podio lo completaron en segundo y tercer lugar respectivamente la francesa Juliette Labous del Team dsm-firmenich y la italiana Gaia Realini del Lidl-Trek.

## Equipos participantes
Tomarán la partida un total de 24 equipos, quienes conformaron un pelotón de 167 ciclistas de los cuales terminaron 133. Los equipos participantes fueron:
| translation for headoftableIII_translate index 58 not found (15)- Movistar Team - Canyon-SRAM Racing - EF Education-TIBCO-SVB - FDJ-Suez - Fenix-Deceuninck - Human Powered Health - Israel-Premier Tech Roland - Liv Racing TeqFind - Team DSM-Firmenich - Team Jayco AlUla - Team Jumbo-Visma - SD Worx - Lidl-Trek - UAE Team ADQ - Uno-X Pro Cycling Team UCI Women's continental team- Bizkaia-Durango Unknown team category (8)- AG Insurance - Soudal Quick-Step Team - Aromitalia-Basso Bikes-Vaiano - Bepink - Born to win-Zhiraf-G20 - GB Junior Team Piemonte Pedale Castanese A.S.D. - Isolmant-Premac-Vittoria - Team Mendelspeck - Top Girls Fassa Bortolo |
| |

## Etapas
| Etapa     | Fecha     | Recorrido                           | type                    | Distancia (km) | Ganador              | Líder                |
| --------- | --------- | ----------------------------------- | ----------------------- | -------------- | -------------------- | -------------------- |
| 1.ª etapa | 30 de jun | Chianciano Terme – Chianciano Terme | contrarreloj individual | 4,4            | cancelada            | cancelada            |
| 2.ª etapa | 1 de jul  | Bagno a Ripoli – Marradi            | etapa escarpada         | 102,1          | Annemiek van Vleuten | Annemiek van Vleuten |
| 3.ª etapa | 2 de jul  | Formigine – Módena                  | etapa llana             | 118,2          | Lorena Wiebes        | Annemiek van Vleuten |
| 4.ª etapa | 3 de jul  | Fidenza – Borgo Val di Taro         | etapa escarpada         | 134            | Elisa Longo Borghini | Annemiek van Vleuten |
| 5.ª etapa | 4 de jul  | Salassa – Ceres                     | etapa de montaña        | 143,3          | Antonia Niedermaier  | Annemiek van Vleuten |
| 6.ª etapa | 5 de jul  | Canelli – Canelli                   | etapa de montaña        | 104,4          | Annemiek van Vleuten | Annemiek van Vleuten |
| 7.ª etapa | 6 de jul  | Albenga – Alassio                   | etapa escarpada         | 109,1          | Annemiek van Vleuten | Annemiek van Vleuten |
| 8.ª etapa | 8 de jul  | Nuoro – Sassari                     | etapa escarpada         | 125,7          | Kata Blanka Vas      | Annemiek van Vleuten |
| 9.ª etapa | 9 de jul  | Sassari – Olbia                     | etapa escarpada         | 126,8          | Chiara Consonni      | Annemiek van Vleuten |

## Desarrollo de la carrera

### 1.ª etapa (cancelada)
| Chianciano Terme - Chianciano Terme | contrarreloj individual | (4,4 km) |

| \| Clasificación de la etapa \| Clasificación de la etapa \| Clasificación de la etapa \| Clasificación de la etapa \| Clasificación de la etapa \| \| Ciclista \| Ciclista \| Equipo \| Tiempo \| \| \| ------------------------- \| ------------------------- \| ------------------------- \| ------------------------- \| ------------------------- \| |          |        |        |
| |          |        |        |
| Fuente: ProCyclingStats |          |        |        |
| Clasificación de la etapa |          |        |        |
| Ciclista | Ciclista | Equipo | Tiempo |

| \| Clasificación general \| Clasificación general \| Clasificación general \| Clasificación general \| Clasificación general \| \| Ciclista \| Ciclista \| Equipo \| Tiempo \| \| \| --------------------- \| --------------------- \| --------------------- \| --------------------- \| --------------------- \| |          |        |        |
| |          |        |        |
| Fuente: ProCyclingStats |          |        |        |
| Clasificación general |          |        |        |
| Ciclista | Ciclista | Equipo | Tiempo |

### 2.ª etapa
| Bagno a Ripoli - Marradi | etapa escarpada | (102,1 km) |

| \| Clasificación de la etapa \| Clasificación de la etapa \| Clasificación de la etapa \| Clasificación de la etapa \| Clasificación de la etapa \| \| Ciclista \| Ciclista \| Equipo \| Tiempo \| \| \| ------------------------- \| ------------------------- \| ------------------------- \| ------------------------- \| ------------------------- \| \| 1.ª \| Annemiek van Vleuten \| Movistar Team \| 2 h 40 min 06 s \| \| \| 2.ª \| Cecilie Uttrup Ludwig \| FDJ-Suez \| + 45 s \| \| \| 3.ª \| Juliette Labous \| Team dsm-firmenich \| + 45 s \| \| \| 4.ª \| Elisa Longo Borghini \| Lidl-Trek \| + 45 s \| \| \| 5.ª \| Ane Santesteban \| Team Jayco AlUla \| + 45 s \| \| \| 6.ª \| Mavi García \| Liv Racing TeqFind \| + 45 s \| \| \| 7.ª \| Marta Cavalli \| FDJ-Suez \| + 45 s \| \| \| 8.ª \| Erica Magnaldi \| UAE Team ADQ \| + 45 s \| \| \| 9.ª \| Veronica Ewers \| EF Education-TIBCO-SVB \| + 45 s \| \| \| 10.ª \| Évita Muzic \| FDJ-Suez \| + 45 s \| \| |                       |                        |                 |
| |                       |                        |                 |
| Fuente: ProCyclingStats |                       |                        |                 |
| Clasificación de la etapa |                       |                        |                 |
| Ciclista | Ciclista              | Equipo                 | Tiempo          |
| 1.ª | Annemiek van Vleuten  | Movistar Team          | 2 h 40 min 06 s |
| 2.ª | Cecilie Uttrup Ludwig | FDJ-Suez               | + 45 s          |
| 3.ª | Juliette Labous       | Team dsm-firmenich     | + 45 s          |
| 4.ª | Elisa Longo Borghini  | Lidl-Trek              | + 45 s          |
| 5.ª | Ane Santesteban       | Team Jayco AlUla       | + 45 s          |
| 6.ª | Mavi García           | Liv Racing TeqFind     | + 45 s          |
| 7.ª | Marta Cavalli         | FDJ-Suez               | + 45 s          |
| 8.ª | Erica Magnaldi        | UAE Team ADQ           | + 45 s          |
| 9.ª | Veronica Ewers        | EF Education-TIBCO-SVB | + 45 s          |
| 10.ª | Évita Muzic           | FDJ-Suez               | + 45 s          |

| \| Clasificación general \| Clasificación general \| Clasificación general \| Clasificación general \| Clasificación general \| \| Ciclista \| Ciclista \| Equipo \| Tiempo \| \| \| --------------------- \| --------------------- \| ---------------------- \| --------------------- \| --------------------- \| \| 1.ª \| Annemiek van Vleuten \| Movistar Team \| 2 h 39 min 56 s \| \| \| 2.ª \| Cecilie Uttrup Ludwig \| FDJ-Suez \| + 49 s \| \| \| 3.ª \| Juliette Labous \| Team dsm-firmenich \| + 51 s \| \| \| 4.ª \| Elisa Longo Borghini \| Lidl-Trek \| + 55 s \| \| \| 5.ª \| Ane Santesteban \| Team Jayco AlUla \| + 55 s \| \| \| 6.ª \| Mavi García \| Liv Racing TeqFind \| + 55 s \| \| \| 7.ª \| Marta Cavalli \| FDJ-Suez \| + 55 s \| \| \| 8.ª \| Erica Magnaldi \| UAE Team ADQ \| + 55 s \| \| \| 9.ª \| Veronica Ewers \| EF Education-TIBCO-SVB \| + 55 s \| \| \| 10.ª \| Évita Muzic \| FDJ-Suez \| + 55 s \| \| |                       |                        |                 |
| |                       |                        |                 |
| Fuente: ProCyclingStats |                       |                        |                 |
| Clasificación general |                       |                        |                 |
| Ciclista | Ciclista              | Equipo                 | Tiempo          |
| 1.ª | Annemiek van Vleuten  | Movistar Team          | 2 h 39 min 56 s |
| 2.ª | Cecilie Uttrup Ludwig | FDJ-Suez               | + 49 s          |
| 3.ª | Juliette Labous       | Team dsm-firmenich     | + 51 s          |
| 4.ª | Elisa Longo Borghini  | Lidl-Trek              | + 55 s          |
| 5.ª | Ane Santesteban       | Team Jayco AlUla       | + 55 s          |
| 6.ª | Mavi García           | Liv Racing TeqFind     | + 55 s          |
| 7.ª | Marta Cavalli         | FDJ-Suez               | + 55 s          |
| 8.ª | Erica Magnaldi        | UAE Team ADQ           | + 55 s          |
| 9.ª | Veronica Ewers        | EF Education-TIBCO-SVB | + 55 s          |
| 10.ª | Évita Muzic           | FDJ-Suez               | + 55 s          |

### 3.ª etapa
| Formigine - Módena | etapa llana | (118,2 km) |

| \| Clasificación de la etapa \| Clasificación de la etapa \| Clasificación de la etapa \| Clasificación de la etapa \| Clasificación de la etapa \| \| Ciclista \| Ciclista \| Equipo \| Tiempo \| \| \| ------------------------- \| ------------------------- \| ------------------------- \| ------------------------- \| ------------------------- \| \| 1.ª \| Lorena Wiebes \| SD Worx \| 2 h 55 min 33 s \| \| \| 2.ª \| Marianne Vos \| Team Jumbo-Visma \| + 0 s \| \| \| 3.ª \| Chloé Dygert \| Canyon-SRAM Racing \| + 0 s \| \| \| 4.ª \| Megan Jastrab \| Team dsm-firmenich \| + 0 s \| \| \| 5.ª \| Rachele Barbieri \| Liv Racing TeqFind \| + 0 s \| \| \| 6.ª \| Georgia Baker \| Team Jayco AlUla \| + 0 s \| \| \| 7.ª \| Daria Pikulik \| Human Powered Health \| + 0 s \| \| \| 8.ª \| Chiara Consonni \| UAE Team ADQ \| + 0 s \| \| \| 9.ª \| Amalie Dideriksen \| Uno-X Pro Cycling Team \| + 0 s \| \| \| 10.ª \| Silvia Zanardi \| Bepink \| + 0 s \| \| |                   |                        |                 |
| |                   |                        |                 |
| Fuente: ProCyclingStats |                   |                        |                 |
| Clasificación de la etapa |                   |                        |                 |
| Ciclista | Ciclista          | Equipo                 | Tiempo          |
| 1.ª | Lorena Wiebes     | SD Worx                | 2 h 55 min 33 s |
| 2.ª | Marianne Vos      | Team Jumbo-Visma       | + 0 s           |
| 3.ª | Chloé Dygert      | Canyon-SRAM Racing     | + 0 s           |
| 4.ª | Megan Jastrab     | Team dsm-firmenich     | + 0 s           |
| 5.ª | Rachele Barbieri  | Liv Racing TeqFind     | + 0 s           |
| 6.ª | Georgia Baker     | Team Jayco AlUla       | + 0 s           |
| 7.ª | Daria Pikulik     | Human Powered Health   | + 0 s           |
| 8.ª | Chiara Consonni   | UAE Team ADQ           | + 0 s           |
| 9.ª | Amalie Dideriksen | Uno-X Pro Cycling Team | + 0 s           |
| 10.ª | Silvia Zanardi    | Bepink                 | + 0 s           |

| \| Clasificación general \| Clasificación general \| Clasificación general \| Clasificación general \| Clasificación general \| \| Ciclista \| Ciclista \| Equipo \| Tiempo \| \| \| --------------------- \| --------------------- \| ---------------------- \| --------------------- \| --------------------- \| \| 1.ª \| Annemiek van Vleuten \| Movistar Team \| 5 h 32 min 29 s \| \| \| 2.ª \| Cecilie Uttrup Ludwig \| FDJ-Suez \| + 49 s \| \| \| 3.ª \| Juliette Labous \| Team dsm-firmenich \| + 51 s \| \| \| 4.ª \| Mavi García \| Liv Racing TeqFind \| + 55 s \| \| \| 5.ª \| Elisa Longo Borghini \| Lidl-Trek \| + 55 s \| \| \| 6.ª \| Veronica Ewers \| EF Education-TIBCO-SVB \| + 55 s \| \| \| 7.ª \| Ane Santesteban \| Team Jayco AlUla \| + 55 s \| \| \| 8.ª \| Marta Cavalli \| FDJ-Suez \| + 55 s \| \| \| 9.ª \| Erica Magnaldi \| UAE Team ADQ \| + 55 s \| \| \| 10.ª \| Gaia Realini \| Lidl-Trek \| + 59 s \| \| |                       |                        |                 |
| |                       |                        |                 |
| Fuente: ProCyclingStats |                       |                        |                 |
| Clasificación general |                       |                        |                 |
| Ciclista | Ciclista              | Equipo                 | Tiempo          |
| 1.ª | Annemiek van Vleuten  | Movistar Team          | 5 h 32 min 29 s |
| 2.ª | Cecilie Uttrup Ludwig | FDJ-Suez               | + 49 s          |
| 3.ª | Juliette Labous       | Team dsm-firmenich     | + 51 s          |
| 4.ª | Mavi García           | Liv Racing TeqFind     | + 55 s          |
| 5.ª | Elisa Longo Borghini  | Lidl-Trek              | + 55 s          |
| 6.ª | Veronica Ewers        | EF Education-TIBCO-SVB | + 55 s          |
| 7.ª | Ane Santesteban       | Team Jayco AlUla       | + 55 s          |
| 8.ª | Marta Cavalli         | FDJ-Suez               | + 55 s          |
| 9.ª | Erica Magnaldi        | UAE Team ADQ           | + 55 s          |
| 10.ª | Gaia Realini          | Lidl-Trek              | + 59 s          |

### 4.ª etapa
| Fidenza - Borgo Val di Taro | etapa escarpada | (134 km) |

| \| Clasificación de la etapa \| Clasificación de la etapa \| Clasificación de la etapa \| Clasificación de la etapa \| Clasificación de la etapa \| \| Ciclista \| Ciclista \| Equipo \| Tiempo \| \| \| ------------------------- \| ------------------------- \| ------------------------- \| ------------------------- \| ------------------------- \| \| 1.ª \| Elisa Longo Borghini \| Lidl-Trek \| 3 h 33 min 08 s \| \| \| 2.ª \| Veronica Ewers \| EF Education-TIBCO-SVB \| + 0 s \| \| \| 3.ª \| Annemiek van Vleuten \| Movistar Team \| + 0 s \| \| \| 4.ª \| Lorena Wiebes \| SD Worx \| + 40 s \| \| \| 5.ª \| Marianne Vos \| Team Jumbo-Visma \| + 40 s \| \| \| 6.ª \| Chloé Dygert \| Canyon-SRAM Racing \| + 40 s \| \| \| 7.ª \| Silvia Persico \| UAE Team ADQ \| + 40 s \| \| \| 8.ª \| Ruby Roseman-Gannon \| Team Jayco AlUla \| + 40 s \| \| \| 9.ª \| Fem van Empel \| Team Jumbo-Visma \| + 40 s \| \| \| 10.ª \| Anouska Helena Koster \| Uno-X Pro Cycling Team \| + 40 s \| \| |                       |                        |                 |
| |                       |                        |                 |
| Fuente: ProCyclingStats |                       |                        |                 |
| Clasificación de la etapa |                       |                        |                 |
| Ciclista | Ciclista              | Equipo                 | Tiempo          |
| 1.ª | Elisa Longo Borghini  | Lidl-Trek              | 3 h 33 min 08 s |
| 2.ª | Veronica Ewers        | EF Education-TIBCO-SVB | + 0 s           |
| 3.ª | Annemiek van Vleuten  | Movistar Team          | + 0 s           |
| 4.ª | Lorena Wiebes         | SD Worx                | + 40 s          |
| 5.ª | Marianne Vos          | Team Jumbo-Visma       | + 40 s          |
| 6.ª | Chloé Dygert          | Canyon-SRAM Racing     | + 40 s          |
| 7.ª | Silvia Persico        | UAE Team ADQ           | + 40 s          |
| 8.ª | Ruby Roseman-Gannon   | Team Jayco AlUla       | + 40 s          |
| 9.ª | Fem van Empel         | Team Jumbo-Visma       | + 40 s          |
| 10.ª | Anouska Helena Koster | Uno-X Pro Cycling Team | + 40 s          |

| \| Clasificación general \| Clasificación general \| Clasificación general \| Clasificación general \| Clasificación general \| \| Ciclista \| Ciclista \| Equipo \| Tiempo \| \| \| --------------------- \| --------------------- \| ---------------------- \| --------------------- \| --------------------- \| \| 1.ª \| Annemiek van Vleuten \| Movistar Team \| 9 h 05 min 33 s \| \| \| 2.ª \| Elisa Longo Borghini \| Lidl-Trek \| + 49 s \| \| \| 3.ª \| Veronica Ewers \| EF Education-TIBCO-SVB \| + 53 s \| \| \| 4.ª \| Cecilie Uttrup Ludwig \| FDJ-Suez \| + 1 min 33 s \| \| \| 5.ª \| Juliette Labous \| Team dsm-firmenich \| + 1 min 35 s \| \| \| 6.ª \| Mavi García \| Liv Racing TeqFind \| + 1 min 39 s \| \| \| 7.ª \| Ane Santesteban \| Team Jayco AlUla \| + 1 min 39 s \| \| \| 8.ª \| Marta Cavalli \| FDJ-Suez \| + 1 min 39 s \| \| \| 9.ª \| Erica Magnaldi \| UAE Team ADQ \| + 1 min 39 s \| \| \| 10.ª \| Gaia Realini \| Lidl-Trek \| + 1 min 43 s \| \| |                       |                        |                 |
| |                       |                        |                 |
| Fuente: ProCyclingStats |                       |                        |                 |
| Clasificación general |                       |                        |                 |
| Ciclista | Ciclista              | Equipo                 | Tiempo          |
| 1.ª | Annemiek van Vleuten  | Movistar Team          | 9 h 05 min 33 s |
| 2.ª | Elisa Longo Borghini  | Lidl-Trek              | + 49 s          |
| 3.ª | Veronica Ewers        | EF Education-TIBCO-SVB | + 53 s          |
| 4.ª | Cecilie Uttrup Ludwig | FDJ-Suez               | + 1 min 33 s    |
| 5.ª | Juliette Labous       | Team dsm-firmenich     | + 1 min 35 s    |
| 6.ª | Mavi García           | Liv Racing TeqFind     | + 1 min 39 s    |
| 7.ª | Ane Santesteban       | Team Jayco AlUla       | + 1 min 39 s    |
| 8.ª | Marta Cavalli         | FDJ-Suez               | + 1 min 39 s    |
| 9.ª | Erica Magnaldi        | UAE Team ADQ           | + 1 min 39 s    |
| 10.ª | Gaia Realini          | Lidl-Trek              | + 1 min 43 s    |

### 5.ª etapa
| Salassa - Ceres | etapa de montaña | (143,3 km) |

| \| Clasificación de la etapa \| Clasificación de la etapa \| Clasificación de la etapa \| Clasificación de la etapa \| Clasificación de la etapa \| \| Ciclista \| Ciclista \| Equipo \| Tiempo \| \| \| ------------------------- \| ------------------------- \| ------------------------- \| ------------------------- \| ------------------------- \| \| 1.ª \| Antonia Niedermaier \| Canyon-SRAM Racing \| 3 h 14 min 02 s \| \| \| 2.ª \| Annemiek van Vleuten \| Movistar Team \| + 9 s \| \| \| 3.ª \| Niamh Fisher-Black \| SD Worx \| + 1 min 26 s \| \| \| 4.ª \| Juliette Labous \| Team dsm-firmenich \| + 1 min 26 s \| \| \| 5.ª \| Veronica Ewers \| EF Education-TIBCO-SVB \| + 1 min 26 s \| \| \| 6.ª \| Gaia Realini \| Lidl-Trek \| + 1 min 32 s \| \| \| 7.ª \| Mavi García \| Liv Racing TeqFind \| + 2 min 01 s \| \| \| 8.ª \| Erica Magnaldi \| UAE Team ADQ \| + 2 min 01 s \| \| \| 9.ª \| Fem van Empel \| Team Jumbo-Visma \| + 2 min 54 s \| \| \| 10.ª \| Silvia Persico \| UAE Team ADQ \| + 2 min 54 s \| \| |                      |                        |                 |
| |                      |                        |                 |
| Fuente: ProCyclingStats |                      |                        |                 |
| Clasificación de la etapa |                      |                        |                 |
| Ciclista | Ciclista             | Equipo                 | Tiempo          |
| 1.ª | Antonia Niedermaier  | Canyon-SRAM Racing     | 3 h 14 min 02 s |
| 2.ª | Annemiek van Vleuten | Movistar Team          | + 9 s           |
| 3.ª | Niamh Fisher-Black   | SD Worx                | + 1 min 26 s    |
| 4.ª | Juliette Labous      | Team dsm-firmenich     | + 1 min 26 s    |
| 5.ª | Veronica Ewers       | EF Education-TIBCO-SVB | + 1 min 26 s    |
| 6.ª | Gaia Realini         | Lidl-Trek              | + 1 min 32 s    |
| 7.ª | Mavi García          | Liv Racing TeqFind     | + 2 min 01 s    |
| 8.ª | Erica Magnaldi       | UAE Team ADQ           | + 2 min 01 s    |
| 9.ª | Fem van Empel        | Team Jumbo-Visma       | + 2 min 54 s    |
| 10.ª | Silvia Persico       | UAE Team ADQ           | + 2 min 54 s    |

| \| Clasificación general \| Clasificación general \| Clasificación general \| Clasificación general \| Clasificación general \| \| Ciclista \| Ciclista \| Equipo \| Tiempo \| \| \| --------------------- \| --------------------- \| ---------------------- \| --------------------- \| --------------------- \| \| 1.ª \| Annemiek van Vleuten \| Movistar Team \| 12 h 19 min 36 s \| \| \| 2.ª \| Antonia Niedermaier \| Canyon-SRAM Racing \| + 2 min 07 s \| \| \| 3.ª \| Veronica Ewers \| EF Education-TIBCO-SVB \| + 2 min 18 s \| \| \| 4.ª \| Juliette Labous \| Team dsm-firmenich \| + 3 min 00 s \| \| \| 5.ª \| Gaia Realini \| Lidl-Trek \| + 3 min 14 s \| \| \| 6.ª \| Mavi García \| Liv Racing TeqFind \| + 3 min 39 s \| \| \| 7.ª \| Erica Magnaldi \| UAE Team ADQ \| + 3 min 39 s \| \| \| 8.ª \| Cecilie Uttrup Ludwig \| FDJ-Suez \| + 4 min 29 s \| \| \| 9.ª \| Ane Santesteban \| Team Jayco AlUla \| + 4 min 57 s \| \| \| 10.ª \| Niamh Fisher-Black \| SD Worx \| + 5 min 03 s \| \| |                       |                        |                  |
| |                       |                        |                  |
| Fuente: ProCyclingStats |                       |                        |                  |
| Clasificación general |                       |                        |                  |
| Ciclista | Ciclista              | Equipo                 | Tiempo           |
| 1.ª | Annemiek van Vleuten  | Movistar Team          | 12 h 19 min 36 s |
| 2.ª | Antonia Niedermaier   | Canyon-SRAM Racing     | + 2 min 07 s     |
| 3.ª | Veronica Ewers        | EF Education-TIBCO-SVB | + 2 min 18 s     |
| 4.ª | Juliette Labous       | Team dsm-firmenich     | + 3 min 00 s     |
| 5.ª | Gaia Realini          | Lidl-Trek              | + 3 min 14 s     |
| 6.ª | Mavi García           | Liv Racing TeqFind     | + 3 min 39 s     |
| 7.ª | Erica Magnaldi        | UAE Team ADQ           | + 3 min 39 s     |
| 8.ª | Cecilie Uttrup Ludwig | FDJ-Suez               | + 4 min 29 s     |
| 9.ª | Ane Santesteban       | Team Jayco AlUla       | + 4 min 57 s     |
| 10.ª | Niamh Fisher-Black    | SD Worx                | + 5 min 03 s     |

### 6.ª etapa
| Canelli - Canelli | etapa de montaña | (104,4 km) |

| \| Clasificación de la etapa \| Clasificación de la etapa \| Clasificación de la etapa \| Clasificación de la etapa \| Clasificación de la etapa \| \| Ciclista \| Ciclista \| Equipo \| Tiempo \| \| \| ------------------------- \| ------------------------- \| ------------------------------ \| ------------------------- \| ------------------------- \| \| 1.ª \| Annemiek van Vleuten \| Movistar Team \| 2 h 39 min 04 s \| \| \| 2.ª \| Lorena Wiebes \| SD Worx \| + 20 s \| \| \| 3.ª \| Liane Lippert \| Movistar Team \| + 20 s \| \| \| 4.ª \| Soraya Paladin \| Canyon-SRAM Racing \| + 25 s \| \| \| 5.ª \| Silvia Persico \| UAE Team ADQ \| + 28 s \| \| \| 6.ª \| Niamh Fisher-Black \| SD Worx \| + 28 s \| \| \| 7.ª \| Mavi García \| Liv Racing TeqFind \| + 28 s \| \| \| 8.ª \| Ane Santesteban \| Team Jayco AlUla \| + 28 s \| \| \| 9.ª \| Fem van Empel \| Team Jumbo-Visma \| + 31 s \| \| \| 10.ª \| Ally Wollaston \| AG Insurance-Soudal Quick-Step \| + 31 s \| \| |                      |                                |                 |
| |                      |                                |                 |
| Fuente: ProCyclingStats |                      |                                |                 |
| Clasificación de la etapa |                      |                                |                 |
| Ciclista | Ciclista             | Equipo                         | Tiempo          |
| 1.ª | Annemiek van Vleuten | Movistar Team                  | 2 h 39 min 04 s |
| 2.ª | Lorena Wiebes        | SD Worx                        | + 20 s          |
| 3.ª | Liane Lippert        | Movistar Team                  | + 20 s          |
| 4.ª | Soraya Paladin       | Canyon-SRAM Racing             | + 25 s          |
| 5.ª | Silvia Persico       | UAE Team ADQ                   | + 28 s          |
| 6.ª | Niamh Fisher-Black   | SD Worx                        | + 28 s          |
| 7.ª | Mavi García          | Liv Racing TeqFind             | + 28 s          |
| 8.ª | Ane Santesteban      | Team Jayco AlUla               | + 28 s          |
| 9.ª | Fem van Empel        | Team Jumbo-Visma               | + 31 s          |
| 10.ª | Ally Wollaston       | AG Insurance-Soudal Quick-Step | + 31 s          |

| \| Clasificación general \| Clasificación general \| Clasificación general \| Clasificación general \| Clasificación general \| \| Ciclista \| Ciclista \| Equipo \| Tiempo \| \| \| --------------------- \| --------------------- \| ---------------------- \| --------------------- \| --------------------- \| \| 1.ª \| Annemiek van Vleuten \| Movistar Team \| 14 h 58 min 29 s \| \| \| 2.ª \| Veronica Ewers \| EF Education-TIBCO-SVB \| + 3 min 03 s \| \| \| 3.ª \| Juliette Labous \| Team dsm-firmenich \| + 3 min 39 s \| \| \| 4.ª \| Gaia Realini \| Lidl-Trek \| + 3 min 59 s \| \| \| 5.ª \| Mavi García \| Liv Racing TeqFind \| + 4 min 18 s \| \| \| 6.ª \| Erica Magnaldi \| UAE Team ADQ \| + 4 min 21 s \| \| \| 7.ª \| Cecilie Uttrup Ludwig \| FDJ-Suez \| + 5 min 11 s \| \| \| 8.ª \| Ane Santesteban \| Team Jayco AlUla \| + 5 min 36 s \| \| \| 9.ª \| Niamh Fisher-Black \| SD Worx \| + 5 min 42 s \| \| \| 10.ª \| Silvia Persico \| UAE Team ADQ \| + 5 min 50 s \| \| |                       |                        |                  |
| |                       |                        |                  |
| Fuente: ProCyclingStats |                       |                        |                  |
| Clasificación general |                       |                        |                  |
| Ciclista | Ciclista              | Equipo                 | Tiempo           |
| 1.ª | Annemiek van Vleuten  | Movistar Team          | 14 h 58 min 29 s |
| 2.ª | Veronica Ewers        | EF Education-TIBCO-SVB | + 3 min 03 s     |
| 3.ª | Juliette Labous       | Team dsm-firmenich     | + 3 min 39 s     |
| 4.ª | Gaia Realini          | Lidl-Trek              | + 3 min 59 s     |
| 5.ª | Mavi García           | Liv Racing TeqFind     | + 4 min 18 s     |
| 6.ª | Erica Magnaldi        | UAE Team ADQ           | + 4 min 21 s     |
| 7.ª | Cecilie Uttrup Ludwig | FDJ-Suez               | + 5 min 11 s     |
| 8.ª | Ane Santesteban       | Team Jayco AlUla       | + 5 min 36 s     |
| 9.ª | Niamh Fisher-Black    | SD Worx                | + 5 min 42 s     |
| 10.ª | Silvia Persico        | UAE Team ADQ           | + 5 min 50 s     |

### 7.ª etapa
| Albenga - Alassio | etapa escarpada | (109,1 km) |

| \| Clasificación de la etapa \| Clasificación de la etapa \| Clasificación de la etapa \| Clasificación de la etapa \| Clasificación de la etapa \| \| Ciclista \| Ciclista \| Equipo \| Tiempo \| \| \| ------------------------- \| ------------------------- \| ------------------------- \| ------------------------- \| ------------------------- \| \| 1.ª \| Annemiek van Vleuten \| Movistar Team \| 3 h 07 min 52 s \| \| \| 2.ª \| Juliette Labous \| Team dsm-firmenich \| + 13 s \| \| \| 3.ª \| Gaia Realini \| Lidl-Trek \| + 20 s \| \| \| 4.ª \| Liane Lippert \| Movistar Team \| + 49 s \| \| \| 5.ª \| Cecilie Uttrup Ludwig \| FDJ-Suez \| + 55 s \| \| \| 6.ª \| Silvia Persico \| UAE Team ADQ \| + 1 min 01 s \| \| \| 7.ª \| Évita Muzic \| FDJ-Suez \| + 1 min 06 s \| \| \| 8.ª \| Niamh Fisher-Black \| SD Worx \| + 1 min 06 s \| \| \| 9.ª \| Erica Magnaldi \| UAE Team ADQ \| + 1 min 06 s \| \| \| 10.ª \| Mavi García \| Liv Racing TeqFind \| + 1 min 57 s \| \| |                       |                    |                 |
| |                       |                    |                 |
| Fuente: ProCyclingStats |                       |                    |                 |
| Clasificación de la etapa |                       |                    |                 |
| Ciclista | Ciclista              | Equipo             | Tiempo          |
| 1.ª | Annemiek van Vleuten  | Movistar Team      | 3 h 07 min 52 s |
| 2.ª | Juliette Labous       | Team dsm-firmenich | + 13 s          |
| 3.ª | Gaia Realini          | Lidl-Trek          | + 20 s          |
| 4.ª | Liane Lippert         | Movistar Team      | + 49 s          |
| 5.ª | Cecilie Uttrup Ludwig | FDJ-Suez           | + 55 s          |
| 6.ª | Silvia Persico        | UAE Team ADQ       | + 1 min 01 s    |
| 7.ª | Évita Muzic           | FDJ-Suez           | + 1 min 06 s    |
| 8.ª | Niamh Fisher-Black    | SD Worx            | + 1 min 06 s    |
| 9.ª | Erica Magnaldi        | UAE Team ADQ       | + 1 min 06 s    |
| 10.ª | Mavi García           | Liv Racing TeqFind | + 1 min 57 s    |

| \| Clasificación general \| Clasificación general \| Clasificación general \| Clasificación general \| Clasificación general \| \| Ciclista \| Ciclista \| Equipo \| Tiempo \| \| \| --------------------- \| --------------------- \| ---------------------- \| --------------------- \| --------------------- \| \| 1.ª \| Annemiek van Vleuten \| Movistar Team \| 18 h 06 min 11 s \| \| \| 2.ª \| Juliette Labous \| Team dsm-firmenich \| + 3 min 56 s \| \| \| 3.ª \| Gaia Realini \| Lidl-Trek \| + 4 min 25 s \| \| \| 4.ª \| Veronica Ewers \| EF Education-TIBCO-SVB \| + 5 min 35 s \| \| \| 5.ª \| Erica Magnaldi \| UAE Team ADQ \| + 5 min 37 s \| \| \| 6.ª \| Cecilie Uttrup Ludwig \| FDJ-Suez \| + 6 min 16 s \| \| \| 7.ª \| Mavi García \| Liv Racing TeqFind \| + 6 min 25 s \| \| \| 8.ª \| Niamh Fisher-Black \| SD Worx \| + 6 min 58 s \| \| \| 9.ª \| Silvia Persico \| UAE Team ADQ \| + 7 min 01 s \| \| \| 10.ª \| Ane Santesteban \| Team Jayco AlUla \| + 9 min 12 s \| \| |                       |                        |                  |
| |                       |                        |                  |
| Fuente: ProCyclingStats |                       |                        |                  |
| Clasificación general |                       |                        |                  |
| Ciclista | Ciclista              | Equipo                 | Tiempo           |
| 1.ª | Annemiek van Vleuten  | Movistar Team          | 18 h 06 min 11 s |
| 2.ª | Juliette Labous       | Team dsm-firmenich     | + 3 min 56 s     |
| 3.ª | Gaia Realini          | Lidl-Trek              | + 4 min 25 s     |
| 4.ª | Veronica Ewers        | EF Education-TIBCO-SVB | + 5 min 35 s     |
| 5.ª | Erica Magnaldi        | UAE Team ADQ           | + 5 min 37 s     |
| 6.ª | Cecilie Uttrup Ludwig | FDJ-Suez               | + 6 min 16 s     |
| 7.ª | Mavi García           | Liv Racing TeqFind     | + 6 min 25 s     |
| 8.ª | Niamh Fisher-Black    | SD Worx                | + 6 min 58 s     |
| 9.ª | Silvia Persico        | UAE Team ADQ           | + 7 min 01 s     |
| 10.ª | Ane Santesteban       | Team Jayco AlUla       | + 9 min 12 s     |

### 8.ª etapa
| Nuoro - Sassari | etapa escarpada | (125,7 km) |

| \| Clasificación de la etapa \| Clasificación de la etapa \| Clasificación de la etapa \| Clasificación de la etapa \| Clasificación de la etapa \| \| Ciclista \| Ciclista \| Equipo \| Tiempo \| \| \| ------------------------- \| ------------------------- \| ------------------------------ \| ------------------------- \| ------------------------- \| \| 1.ª \| Kata Blanka Vas \| SD Worx \| 3 h 00 min 41 s \| \| \| 2.ª \| Chloé Dygert \| Canyon-SRAM Racing \| + 0 s \| \| \| 3.ª \| Liane Lippert \| Movistar Team \| + 0 s \| \| \| 4.ª \| Silvia Persico \| UAE Team ADQ \| + 0 s \| \| \| 5.ª \| Ally Wollaston \| AG Insurance-Soudal Quick-Step \| + 0 s \| \| \| 6.ª \| Cecilie Uttrup Ludwig \| FDJ-Suez \| + 0 s \| \| \| 7.ª \| Mavi García \| Liv Racing TeqFind \| + 0 s \| \| \| 8.ª \| Greta Marturano \| Fenix-Deceuninck \| + 0 s \| \| \| 9.ª \| Ane Santesteban \| Team Jayco AlUla \| + 0 s \| \| \| 10.ª \| Marianne Vos \| Team Jumbo-Visma \| + 0 s \| \| |                       |                                |                 |
| |                       |                                |                 |
| Fuente: ProCyclingStats |                       |                                |                 |
| Clasificación de la etapa |                       |                                |                 |
| Ciclista | Ciclista              | Equipo                         | Tiempo          |
| 1.ª | Kata Blanka Vas       | SD Worx                        | 3 h 00 min 41 s |
| 2.ª | Chloé Dygert          | Canyon-SRAM Racing             | + 0 s           |
| 3.ª | Liane Lippert         | Movistar Team                  | + 0 s           |
| 4.ª | Silvia Persico        | UAE Team ADQ                   | + 0 s           |
| 5.ª | Ally Wollaston        | AG Insurance-Soudal Quick-Step | + 0 s           |
| 6.ª | Cecilie Uttrup Ludwig | FDJ-Suez                       | + 0 s           |
| 7.ª | Mavi García           | Liv Racing TeqFind             | + 0 s           |
| 8.ª | Greta Marturano       | Fenix-Deceuninck               | + 0 s           |
| 9.ª | Ane Santesteban       | Team Jayco AlUla               | + 0 s           |
| 10.ª | Marianne Vos          | Team Jumbo-Visma               | + 0 s           |

| \| Clasificación general \| Clasificación general \| Clasificación general \| Clasificación general \| Clasificación general \| \| Ciclista \| Ciclista \| Equipo \| Tiempo \| \| \| --------------------- \| --------------------- \| ---------------------- \| --------------------- \| --------------------- \| \| 1.ª \| Annemiek van Vleuten \| Movistar Team \| 21 h 06 min 52 s \| \| \| 2.ª \| Juliette Labous \| Team dsm-firmenich \| + 3 min 56 s \| \| \| 3.ª \| Gaia Realini \| Lidl-Trek \| + 4 min 23 s \| \| \| 4.ª \| Erica Magnaldi \| UAE Team ADQ \| + 5 min 34 s \| \| \| 5.ª \| Veronica Ewers \| EF Education-TIBCO-SVB \| + 5 min 35 s \| \| \| 6.ª \| Cecilie Uttrup Ludwig \| FDJ-Suez \| + 6 min 16 s \| \| \| 7.ª \| Mavi García \| Liv Racing TeqFind \| + 6 min 25 s \| \| \| 8.ª \| Silvia Persico \| UAE Team ADQ \| + 7 min 01 s \| \| \| 9.ª \| Niamh Fisher-Black \| SD Worx \| + 7 min 28 s \| \| \| 10.ª \| Ane Santesteban \| Team Jayco AlUla \| + 9 min 12 s \| \| |                       |                        |                  |
| |                       |                        |                  |
| Fuente: ProCyclingStats |                       |                        |                  |
| Clasificación general |                       |                        |                  |
| Ciclista | Ciclista              | Equipo                 | Tiempo           |
| 1.ª | Annemiek van Vleuten  | Movistar Team          | 21 h 06 min 52 s |
| 2.ª | Juliette Labous       | Team dsm-firmenich     | + 3 min 56 s     |
| 3.ª | Gaia Realini          | Lidl-Trek              | + 4 min 23 s     |
| 4.ª | Erica Magnaldi        | UAE Team ADQ           | + 5 min 34 s     |
| 5.ª | Veronica Ewers        | EF Education-TIBCO-SVB | + 5 min 35 s     |
| 6.ª | Cecilie Uttrup Ludwig | FDJ-Suez               | + 6 min 16 s     |
| 7.ª | Mavi García           | Liv Racing TeqFind     | + 6 min 25 s     |
| 8.ª | Silvia Persico        | UAE Team ADQ           | + 7 min 01 s     |
| 9.ª | Niamh Fisher-Black    | SD Worx                | + 7 min 28 s     |
| 10.ª | Ane Santesteban       | Team Jayco AlUla       | + 9 min 12 s     |

### 9.ª etapa
| Sassari - Olbia | etapa escarpada | (126,8 km) |

| \| Clasificación de la etapa \| Clasificación de la etapa \| Clasificación de la etapa \| Clasificación de la etapa \| Clasificación de la etapa \| \| Ciclista \| Ciclista \| Equipo \| Tiempo \| \| \| ------------------------- \| ------------------------- \| ------------------------------ \| ------------------------- \| ------------------------- \| \| 1.ª \| Chiara Consonni \| UAE Team ADQ \| 3 h 19 min 33 s \| \| \| 2.ª \| Marianne Vos \| Team Jumbo-Visma \| + 0 s \| \| \| 3.ª \| Ally Wollaston \| AG Insurance-Soudal Quick-Step \| + 0 s \| \| \| 4.ª \| Chloé Dygert \| Canyon-SRAM Racing \| + 0 s \| \| \| 5.ª \| Megan Jastrab \| Team dsm-firmenich \| + 0 s \| \| \| 6.ª \| Rachele Barbieri \| Liv Racing TeqFind \| + 0 s \| \| \| 7.ª \| Susanne Andersen \| Uno-X Pro Cycling Team \| + 0 s \| \| \| 8.ª \| Letizia Paternoster \| Team Jayco AlUla \| + 0 s \| \| \| 9.ª \| Gladys Verhulst \| FDJ-Suez \| + 0 s \| \| |                     |                                |                 |
| |                     |                                |                 |
| Fuente: ProCyclingStats |                     |                                |                 |
| Clasificación de la etapa |                     |                                |                 |
| Ciclista | Ciclista            | Equipo                         | Tiempo          |
| 1.ª | Chiara Consonni     | UAE Team ADQ                   | 3 h 19 min 33 s |
| 2.ª | Marianne Vos        | Team Jumbo-Visma               | + 0 s           |
| 3.ª | Ally Wollaston      | AG Insurance-Soudal Quick-Step | + 0 s           |
| 4.ª | Chloé Dygert        | Canyon-SRAM Racing             | + 0 s           |
| 5.ª | Megan Jastrab       | Team dsm-firmenich             | + 0 s           |
| 6.ª | Rachele Barbieri    | Liv Racing TeqFind             | + 0 s           |
| 7.ª | Susanne Andersen    | Uno-X Pro Cycling Team         | + 0 s           |
| 8.ª | Letizia Paternoster | Team Jayco AlUla               | + 0 s           |
| 9.ª | Gladys Verhulst     | FDJ-Suez                       | + 0 s           |

## Clasificaciones finales
Las clasificaciones finalizaron de la siguiente forma:

### Clasificación general(Maglia Rosa)
| \| Clasificación general \| Clasificación general \| Clasificación general \| Clasificación general \| Clasificación general \| \| Ciclista \| Ciclista \| Equipo \| Tiempo \| \| \| --------------------- \| --------------------- \| ---------------------- \| --------------------- \| --------------------- \| \| 1.ª \| Annemiek van Vleuten \| Movistar Team \| 24 h 26 min 25 s \| \| \| 2.ª \| Juliette Labous \| Team dsm-firmenich \| + 3 min 56 s \| \| \| 3.ª \| Gaia Realini \| Lidl-Trek \| + 4 min 23 s \| \| \| 4.ª \| Veronica Ewers \| EF Education-TIBCO-SVB \| + 5 min 34 s \| \| \| 5.ª \| Erica Magnaldi \| UAE Team ADQ \| + 5 min 34 s \| \| \| 6.ª \| Cecilie Uttrup Ludwig \| FDJ-Suez \| + 6 min 16 s \| \| \| 7.ª \| Mavi García \| Liv Racing TeqFind \| + 6 min 25 s \| \| \| 8.ª \| Silvia Persico \| UAE Team ADQ \| + 6 min 59 s \| \| \| 9.ª \| Niamh Fisher-Black \| SD Worx \| + 7 min 28 s \| \| \| 10.ª \| Ane Santesteban \| Team Jayco AlUla \| + 9 min 12 s \| \| |                       |                        |                  |
| |                       |                        |                  |
| Fuente: ProCyclingStats |                       |                        |                  |
| Clasificación general |                       |                        |                  |
| Ciclista | Ciclista              | Equipo                 | Tiempo           |
| 1.ª | Annemiek van Vleuten  | Movistar Team          | 24 h 26 min 25 s |
| 2.ª | Juliette Labous       | Team dsm-firmenich     | + 3 min 56 s     |
| 3.ª | Gaia Realini          | Lidl-Trek              | + 4 min 23 s     |
| 4.ª | Veronica Ewers        | EF Education-TIBCO-SVB | + 5 min 34 s     |
| 5.ª | Erica Magnaldi        | UAE Team ADQ           | + 5 min 34 s     |
| 6.ª | Cecilie Uttrup Ludwig | FDJ-Suez               | + 6 min 16 s     |
| 7.ª | Mavi García           | Liv Racing TeqFind     | + 6 min 25 s     |
| 8.ª | Silvia Persico        | UAE Team ADQ           | + 6 min 59 s     |
| 9.ª | Niamh Fisher-Black    | SD Worx                | + 7 min 28 s     |
| 10.ª | Ane Santesteban       | Team Jayco AlUla       | + 9 min 12 s     |

### Clasificación por puntos(Maglia Ciclamino)
| Clasificación por puntos | Clasificación por puntos | Clasificación por puntos | Clasificación por puntos | Clasificación por puntos |
| Ciclista                 | Ciclista                 | Equipo                   | Puntos                   |                          |
| ------------------------ | ------------------------ | ------------------------ | ------------------------ | ------------------------ |
| 1.ª                      | Annemiek van Vleuten     | Movistar Team            | 67 pts                   |                          |
| 2.ª                      | Chloé Dygert             | Canyon-SRAM Racing       | 35 pts                   |                          |
| 3.ª                      | Marianne Vos             | Team Jumbo-Visma         | 31 pts                   |                          |
| 4.ª                      | Juliette Labous          | Team dsm-firmenich       | 30 pts                   |                          |
| 5.ª                      | Liane Lippert            | Movistar Team            | 28 pts                   |                          |
| 6.ª                      | Silvia Persico           | UAE Team ADQ             | 24 pts                   |                          |
| 7.ª                      | Cecilie Uttrup Ludwig    | FDJ-Suez                 | 23 pts                   |                          |
| 8.ª                      | Veronica Ewers           | EF Education-TIBCO-SVB   | 20 pts                   |                          |
| 9.ª                      | Chiara Consonni          | UAE Team ADQ             | 18 pts                   |                          |
| 10.ª                     | Mavi García              | Liv Racing TeqFind       | 18 pts                   |                          |

### Clasificación de la montaña(Maglia Verde)
| Clasificación de la montaña | Clasificación de la montaña | Clasificación de la montaña | Clasificación de la montaña | Clasificación de la montaña |
| Ciclista                    | Ciclista                    | Equipo                      | Puntos                      |                             |
| --------------------------- | --------------------------- | --------------------------- | --------------------------- | --------------------------- |
| 1.ª                         | Annemiek van Vleuten        | Movistar Team               | 71 pts                      |                             |
| 2.ª                         | Gaia Realini                | Lidl-Trek                   | 35 pts                      |                             |
| 3.ª                         | Niamh Fisher-Black          | SD Worx                     | 34 pts                      |                             |
| 4.ª                         | Fem van Empel               | Team Jumbo-Visma            | 24 pts                      |                             |
| 5.ª                         | Marta Cavalli               | FDJ-Suez                    | 23 pts                      |                             |
| 6.ª                         | Veronica Ewers              | EF Education-TIBCO-SVB      | 18 pts                      |                             |
| 7.ª                         | Anouska Helena Koster       | Uno-X Pro Cycling Team      | 15 pts                      |                             |
| 8.ª                         | Liane Lippert               | Movistar Team               | 15 pts                      |                             |
| 9.ª                         | Juliette Labous             | Team dsm-firmenich          | 13 pts                      |                             |
| 10.ª                        | Ane Santesteban             | Team Jayco AlUla            | 11 pts                      |                             |

### Clasificación de las jóvenes(Maglia Bianca)
| Clasificación del mejor joven | Clasificación del mejor joven | Clasificación del mejor joven  | Clasificación del mejor joven | Clasificación del mejor joven |
| Ciclista                      | Ciclista                      | Equipo                         | Tiempo                        |                               |
| ----------------------------- | ----------------------------- | ------------------------------ | ----------------------------- | ----------------------------- |
| 1.ª                           | Gaia Realini                  | Lidl-Trek                      | 24 h 30 min 48 s              |                               |
| 2.ª                           | Fem van Empel                 | Team Jumbo-Visma               | + 6 min 21 s                  |                               |
| 3.ª                           | Anna Shackley                 | SD Worx                        | + 8 min 15 s                  |                               |
| 4.ª                           | Petra Stiasny                 | Fenix-Deceuninck               | + 25 min 48 s                 |                               |
| 5.ª                           | Shirin van Anrooij            | Lidl-Trek                      | + 29 min 13 s                 |                               |
| 6.ª                           | Francesca Barale              | Team dsm-firmenich             | + 31 min 37 s                 |                               |
| 7.ª                           | Noemi Rüegg                   | Team Jumbo-Visma               | + 37 min 27 s                 |                               |
| 8.ª                           | Kata Blanka Vas               | SD Worx                        | + 45 min 32 s                 |                               |
| 9.ª                           | Gaia Masetti                  | AG Insurance-Soudal Quick-Step | + 49 min 45 s                 |                               |
| 10.ª                          | Ally Wollaston                | AG Insurance-Soudal Quick-Step | + 50 min 30 s                 |                               |

### Clasificación por equipos
| Clasificación por equipos | Clasificación por equipos | Clasificación por equipos | Clasificación por equipos |
| Equipo                    | Equipo                    | Tiempo                    |                           |
| ------------------------- | ------------------------- | ------------------------- | ------------------------- |
| 1.º                       | Movistar Team             | 73 h 54 min 51 s          |                           |
| 2.º                       | FDJ-Suez                  | + 73 h 55 min 37 s        |                           |
| 3.º                       | Lidl-Trek                 | + 74 h 05 min 36 s        |                           |
| 4.º                       | Team DSM-Firmenich        | + 74 h 16 min 25 s        |                           |
| 5.º                       | Canyon-SRAM Racing        | + 74 h 20 min 26 s        |                           |
| 6.º                       | UAE Team ADQ              | + 74 h 22 min 33 s        |                           |
| 7.º                       | SD Worx                   | + 74 h 26 min 18 s        |                           |
| 8.º                       | Team Jayco AlUla          | + 74 h 32 min 19 s        |                           |
| 9.º                       | Fenix-Deceuninck          | + 74 h 39 min 03 s        |                           |
| 10.º                      | EF Education-TIBCO-SVB    | + 74 h 43 min 13 s        |                           |

## Evolución de las clasificaciones
| Etapa                   |                         | Ganador _            | Clasificación general | Puntos               | Montaña              | Jóvenes             | Equipo _      | Mejor nacional       |
| ----------------------- | ----------------------- | -------------------- | --------------------- | -------------------- | -------------------- | ------------------- | ------------- | -------------------- |
| 1.ª etapa               | contrarreloj individual | cancelada            | cancelada             | no otorgado          | no otorgado          | no otorgado         | no otorgado   | no otorgado          |
| 2.ª etapa               | etapa escarpada         | Annemiek van Vleuten | Annemiek van Vleuten  | Annemiek van Vleuten | Annemiek van Vleuten | Gaia Realini        | FDJ-Suez      | Elisa Longo Borghini |
| 3.ª etapa               | etapa llana             | Lorena Wiebes        | Annemiek van Vleuten  | Annemiek van Vleuten | Marta Cavalli        | Gaia Realini        | FDJ-Suez      | Elisa Longo Borghini |
| 4.ª etapa               | etapa escarpada         | Elisa Longo Borghini | Annemiek van Vleuten  | Annemiek van Vleuten | Marta Cavalli        | Gaia Realini        | FDJ-Suez      | Elisa Longo Borghini |
| 5.ª etapa               | etapa de montaña        | Antonia Niedermaier  | Annemiek van Vleuten  | Annemiek van Vleuten | Annemiek van Vleuten | Antonia Niedermaier | Lidl-Trek     | no otorgado          |
| 6.ª etapa               | etapa de montaña        | Annemiek van Vleuten | Annemiek van Vleuten  | Annemiek van Vleuten | Annemiek van Vleuten | Gaia Realini        | Lidl-Trek     | no otorgado          |
| 7.ª etapa               | etapa escarpada         | Annemiek van Vleuten | Annemiek van Vleuten  | Annemiek van Vleuten | Annemiek van Vleuten | Gaia Realini        | Movistar Team | no otorgado          |
| 8.ª etapa               | etapa escarpada         | Kata Blanka Vas      | Annemiek van Vleuten  | Annemiek van Vleuten | Annemiek van Vleuten | Gaia Realini        | Movistar Team | Gaia Realini         |
| 9.ª etapa               | etapa escarpada         | Chiara Consonni      | Annemiek van Vleuten  | Annemiek van Vleuten | Annemiek van Vleuten | Gaia Realini        | Movistar Team | Gaia Realini         |
| Clasificaciones finales | Clasificaciones finales |                      | Annemiek van Vleuten  | Annemiek van Vleuten | Annemiek van Vleuten | Gaia Realini        | Movistar Team | no otorgado          |

Nota: Mejor nacional, hace alusión a la mejor ciclista italiana de la prueba

## Ciclistas participantes y posiciones finales
Convenciones:
- AB-N: Abandono en la etapa "N"
- FLT-N: Retiro por llegada fuera del límite de tiempo en la etapa "N"
- NTS-N: No tomó la salida para la etapa "N"
- DES-N: Descalificado o expulsado en la etapa "N"